# Třebušín (zámek)
Třebušín je zámek ve stejnojmenné obci v okrese Litoměřice. Postaven byl jako renesanční tvrz ve druhé polovině šestnáctého století, ale dochovaná podoba je výsledkem barokní přestavby z doby okolo roku 1710 a mladších úprav. Od roku 1964 je chráněn jako kulturní památka. Ve druhé polovině dvacátého století v zámku bývala škola a později hotel.

## Historie
První panské sídlo doložené archeologickém výzkumem na zahradě domu (dříve čp. 64) nedaleko kostela svatého Mikuláše stálo už na přelomu dvanáctého a třináctého století. Pravděpodobně se k němu váže zmínka z roku 1169, kdy se zde uvádí Bleh z Třebušína. Tvrz či dvorec zanikly nejspíše během husitských válek.
Ve druhé polovině šestnáctého století si ve vesnici nechal postavit Oldřich nebo Tristan Hostakovský dvoukřídlou renesanční tvrz, na které roku 1600 sídlil Jaroslav Osterský Kaplíř ze Sulevic. Spolu s vrbičanským panstvím ji zdědil syn Smil, kterému byly v roce 1623 zkonfiskovány za účast na stavovském povstání, a novým majitelem se ještě téhož roku stal apelační rada Pavel Vencelius z Bochova. Jeho dcera se provdala za Františka Karla Kressla z Kvaltenberka, který byl v roce 1693 povýšen do rytířského stavu. Okolo roku 1710 byla zahájena přestavba staré tvrze na barokní zámek podle projektu, jehož autorem byl nejspíše stavitel Octavio Broggio.
Poslední mužský člen rodu, František Karel Kressl, povýšený roku 1760 do panského stavu byl prvním ředitelem právnické fakulty v Praze. I když v Třebušíně pobýval jen zřídka, jako podporovatel první generace obrozenců a patriot, přikoupil k třebušínskému panství vrch Kalich se zříceninou stejnojmenného hradu založeného Janem Žižkou. Po smrti Františkovy manželky rodinný majetek zdědil synovec František Karel Puteani. Puteaniho manželka Antonie nechala po manželově smrti přistavět východní křídlo. Jejím potomkům zámek patřil až do roku 1906, kdy ho i hospodářským dvorem koupil Josef Haneschk. Posledním soukromým majitelem se stal roku 1913 lesník Oto J. J. Männel. Po roce 1945 v zámku vznikla škola, která v něm fungovala až do roku 1991. Později byl zámek upraven na hotel.

## Stavební podoba
Starší zámecké křídlo na severní straně má obdélný půdorys. V přízemních místnostech se dochovaly křížové klenby s hřebínky. Obytné místnosti v patře byly zdobené nástěnnými malbami krajinných vedut a štuky. Autorem štuků byl Tommaso Soldati. V zámku bývala kaple. Východní křídlo bez větší architektonické hodnoty bylo postaveno roku 1860. Středem východního křídla vede průjezd do dvora, kde se pod omítkou severního křídla dochoval barokní portál s uchy a kapkami.